# خوكين إسبارزا
خوكين إسبارزا (بالإسبانية: Jokin Esparza) (مواليد 15 يونيو 1988 في بنبلونة - إسبانيا) لاعب كرة قدم إسباني يلعب حاليا لصالح نادي الدرجة الأولى أوساسونا الإسباني منذ 2006 في مركز الوسط المحوري .

## روابط خارجية
- خوكين إسبارزا على موقع قاعدة بيانات كرة القدم.إي يو (الإنجليزية)
- خوكين إسبارزا على موقع Soccerway.com (الإنجليزية)
- خوكين إسبارزا على موقع كووورة
- خوكين إسبارزا على موقع AS.com (الإسبانية)